# Kattebeek

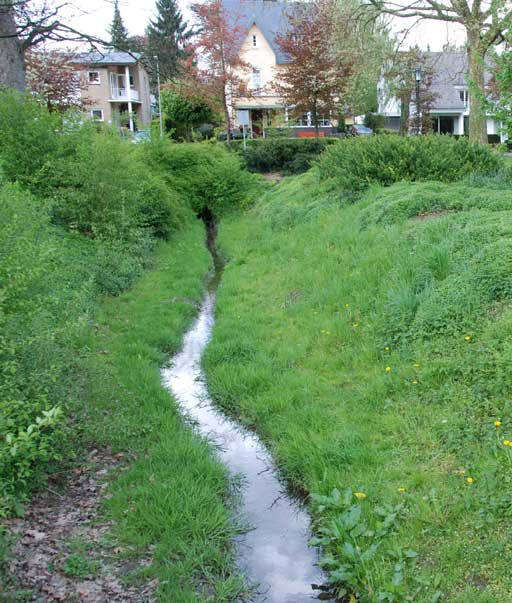
De beek vlak voor de monding in de Geul

De Kattebeek in Valkenburg ontspringt in Kleingenhout (gehucht bij Arensgenhout-Hulsberg) aan het zuidelijke einde van de huidige Putweg (waar vroeger hoeve Habets stond) en loopt in zuidzuidwestelijke richting door het dal tussen Heihof en Stoepert. Vroeger in een 'open loop', nu grotendeels door buizen vanwege de passage onder de autosnelweg Maastricht-Heerlen. Deels door en aan de rand van het Kloosterbos over de noordhelling gaat de oude beekloop omlaag richting Valkenburg en achterlangs het Oude Jezuïetenklooster.
Bij de perceelgrens van dit voormalige klooster (overgang Stoepertweg-Kloosterweg) maakt de beek met enkele meanders en een langzame draai naar zuidoost de overgang Stoepertweg-Kloosterweg en stroomt dan naar het zuidwesten onder de oude buurtschap Kattebeek door. Aan het einde van de vroegere Kattebeekstraat (Tegenwoordig Napoleonstraat) gaat de beek in een 'overkluizing'(sinds mei 1965) ondergronds onder de huidige Parallelweg, spoortalud en spoorbaan en delen van het stationsterrein door.
Na deze passage is de loop van de beek aan de uiterste westgrens van de woonpercelen aan de Wheryweg te vermoeden in een zuidzuidwestelijke lijn. De voormalige Houthemer Villaweg wordt aan de westgrens van het voormalige perceel van Villa G'n Ing gepasseerd. Waarna de oude loop van de beek weer duidelijk naar het zuiden is, aan de grens van de tuinpercelen westelijk van de Julianalaan. Tot 1938 eindigde de loop van de beek min of meer in dit drassig, moerasachtig weidegebied. Het betrof het huidige gebied in het vierkant Julianalaan-Bernhardlaan-Pretpark-Weg naar Broekhem. Bij de aanleg van de Julianalaan (1938) is voor ontginningsdoeleinden een echte loop gecreëerd voor de beek, om zo het gebied te kunnen draineren. Daarmee kwam de natuurlijke loop van de beek ongeveer 70 meter westelijker te liggen. Eerst in een 'open gang" richting Geul, waarbij de huidige Bernhardlaan min om meer aan de oevers van de Kattebeek eindigde. Later in een 'overkluizing'.
Het verdere traject van de beek is de uiterst westelijke grens van het huidige Odapark, waardoor men ook dit zeer drassige gebied kon draineren. Langs de grens van dit park en in een scherpe bocht naar het westen eindigt de Kattebeek uiteindelijk in de Geul. De laatste meters van de beekloop is het enige zichtbare deel van de Kattebeek binnen de grenzen van het oude Valkenburg.